# 6719 Gallaj
6719 Gallaj eller 1990 UL11 är en asteroid i huvudbältet som upptäcktes den 16 oktober 1990 av den rysk-sovjetiska astronomen Galina Kastel och den rysk-sovjetiska och ukrainska astronomen Ljudmila Zjuravljova vid Krims astrofysiska observatorium på Krim. Den är uppkallad efter den sovjetiske testpiloten Mark Gallaj.
Asteroiden har en diameter på ungefär åtta kilometer och tillhör asteroidgruppen Henan.